# Sinar Banten (Ulubelu)
Sinar Banten is een bestuurslaag in het regentschap Tanggamus van de provincie Lampung, Indonesië. Sinar Banten telt 1654 inwoners (volkstelling 2010).